# Downeaster

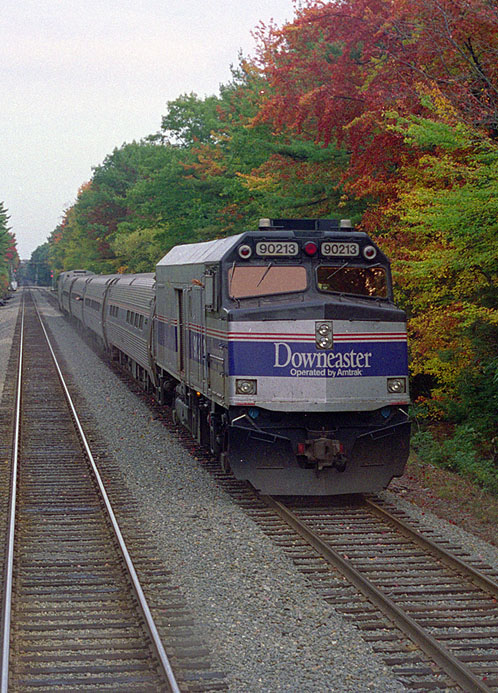
Vlak na trati

Downeaster je 187 km dlouhá linka osobní železniční dopravy, kterou vlastní Northern New England Passenger Rail Authority (NNEPRA, Instituce osobní dopravy Nové Anglie) a provozuje Amtrak a která spojuje North Station v Bostonu s Portlandem v Maine. S pěti spojeními denně a s půl milionem cestujících ročně to byla v letech 2006 a 2008 nejrychleji rostoucí linka Amtraku. Maximální rychlost trati je 128 km/h (79 mph).
Downeaster byl jednou z prvních linek Amtraku, která začala nabízet Wifi připojení zdarma a která začala využívat systém elektronických jízdenek.

## Historie
Osobní železniční doprava na trati New York – Maine byla zastavena v roce 1965. K jejímu obnovení došlo až v roce 2001.

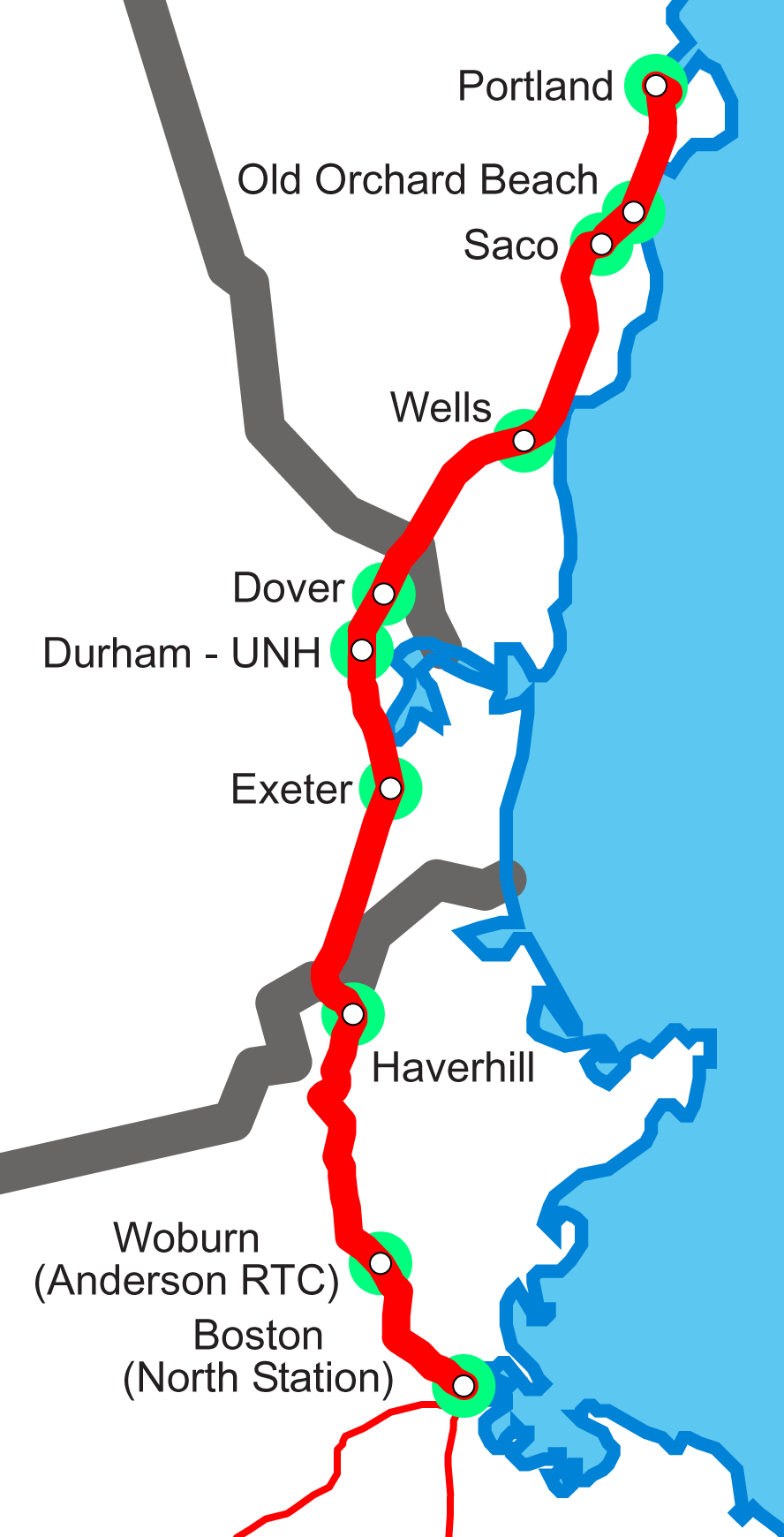
Mapa tratě Downeastru s vyznačenými zastávkami

## Plány do budoucna
Ve výstavbě je cca 40 km prodloužení trati až do Brunswicku, kde má vzniknout nová železniční stanice a nové obchodní centrum. Zahájení povozu je plánováno v listopadu 2012.